# Spørring (plaats)
Spørring is een klein dorp in de Deense regio Midden-Jutland. Het maakt deel uit van de gemeente Aarhus, en telt bijna 1.000 inwoners. Het dorp ligt in het uiterste noorden van de gemeente, even ten oosten van de E45.